# PH7
pH7 je osmé sólové studiové album anglického hudebníka Petera Hammilla. Vydáno bylo v září roku 1979 jako jeho vůbec poslední deska vydaná společností Charisma Records. Hammill si album sám produkoval a nahrál většinu nástrojů. V některých písních hráli jeho spoluhráči z kapely Van der Graaf Generator – Graham Smith a David Jackson. Píseň „Not for Keith“ je poctou Keithovi Ellisovi, bývalému členovi Van der Graaf Generator, který v prosinci 1978 zemřel.

## Seznam skladeb
Autorem všech skladeb je Peter Hammill, pokud není uvedeno jinak.
1. My Favourite
2. Careering
3. Porton Down
4. Mirror Images
5. Handicap and Equality
6. Not for Keith
7. The Old School Tie
8. Time for a Change (Judge Smith, Steve Robshaw)
9. Imperial Walls
10. Mr. X (Gets Tense)
11. Faculty X

## Obsazení
- Peter Hammill – zpěv, kytara, klávesy, baskytara, perkuse
- Graham Smith – housle
- David Jackson – saxofon, flétna